# Mulciber (kevergeslacht)
Mulciber is een kevergeslacht uit de familie van de boktorren (Cerambycidae). De wetenschappelijke naam van het geslacht werd voor het eerst geldig gepubliceerd in 1864 door Thomson.

## Soorten
Mulciber omvat de volgende soorten:
- Mulciber albosetosus Breuning, 1939
- Mulciber basimaculatus Breuning, 1939
- Mulciber linnei Thomson, 1864
- Mulciber maculosus Breuning, 1939
- Mulciber plagiatus Aurivillius, 1916
- Mulciber pullatus Pascoe, 1867
- Mulciber rosselli Breuning, 1970
- Mulciber rotundipennis Breuning, 1939
- Mulciber ruficornis Breuning, 1958
- Mulciber strandi Breuning, 1939
- Mulciber undulatoides Breuning, 1940